# Silke Dornow
Silke Dornow (* 1961) ist eine deutsche Schauspielerin und Hörspielsprecherin.

## Wirken
Silke Dornow absolvierte ihre Ausbildung an der Folkwang Universität der Künste in Essen. In der Folge wirkte sie in zahlreichen deutschen Fernsehserien und Fernsehfilmen mit, hatte aber auch einige Theaterengagements. Beispielsweise spielte sie 1987 am Münchner Residenztheater in Molières Tartuffe und 2007 am Theaterhaus Köln in Manhattan Media von Dea Loher.
Sie wirkte als Sprecherin in verschiedenen Hörspielen des Westdeutschen Rundfunks mit. Bekannt sind ihre in der Zusammenarbeit mit Stefan Siegert und Ilja Richter als Hörbücher entstandenen Opernführer für Kinder. In den Jahren 1997 und 2003 erhielt sie dafür den Echo Musikpreis in der Kategorie Klassik für Kinder (Liste Echo Klassik für Kinder).
Silke Dornow lebt in Düsseldorf.

## Filmografie (Auswahl)
- 1985: Verworrene Bilanzen (Fernsehfilm)
- 1986: Amelie, ich komme... (Fernsehfilm)
- 1986: Detektivbüro Roth (Fernsehserie, 1 Folge)
- 1986: Geheimnis in Cornwall (Fernsehfilm)
- 1986–1987: Roncalli (Fernsehserie, 6 Folgen)
- 1987: Jokehnen (Fernsehserie, 3 Folgen)
- 1989: Schwarzenberg (Fernseh-Zweiteiler)
- 1990: Der Fahnder (Fernsehserie, 1 Folge)
- 1997: Schimanski: Blutsbrüder (Fernsehreihe)
- 1997–1998: Verbotene Liebe (Fernsehserie, 6 Folgen)
- 1999: Maria (Kurzfilm)
- 2001: Anke (Fernsehserie, 1 Folge)

## Hörspiele (Auswahl)
- 1984: Angelika Stein: Stauwehr über Liebe, Realität und Phantasie – Regie: Jörg Jannings
- 1985: Alejo Carpentier: Barockkonzert – Regie: Heinz von Cramer
- 1999: Vladimir Nabokov: Lolita (1. Teil: Verzauberter Jäger) – Regie: Walter Adler

## Hörbücher (Auswahl)
- Stefan Siegert: Holzwurm der Oper: Rigoletto. Deutsche Grammophon, 1993.
- Stefan Siegert: Holzwurm der Oper: Der fliegende Holländer. Deutsche Grammophon, 1996.
- Stefan Siegert: Holzwurm der Oper: Carmen. Deutsche Grammophon, 1997.
- Stefan Siegert: Holzwurm der Oper: Zar und Zimmermann. Deutsche Grammophon, 1997.
- Stefan Siegert: Holzwurm der Oper: Don Carlos. Deutsche Grammophon, 2002.
- Stefan Siegert: Holzwurm der Oper: Hänsel und Gretel. Deutsche Grammophon, 2005.